# Schöllnhof
Schöllnhof ist ein Gemeindeteil der Stadt Freystadt im Landkreis Neumarkt in der Oberpfalz in Bayern.

## Lage
Der Weiler Schöllnhof liegt in der Frankenalb auf der Jurahochfläche auf 410 m ü. NHN und ist von der Altstadt des Gemeindesitzes etwa ein Kilometer in westlicher Richtung entfernt.

## Geschichte
Schöllnhof ist erstmals 1512 urkundlich genannt. In einem Salbuch, das die Stadt Nürnberg über das ihnen von Pfalzgraf Ottheinrich zur Schuldendeckung als Pfand überlassene Amt Hilpoltstein zwischen 1544 und circa 1564 anlegen ließ, heißt der Hof „Zeitzelhof“; er gehörte dem Wolf Friedrich von Lentersheim. Um 1600 gehörte der Hof denen von Emhaim. Vor 1664 fand eine Hofteilung statt. Gegen Ende des Alten Reiches, um 1800, und auch in den nächsten 150 Jahren bestand die Ansiedelung aus zwei Höfen. Sie unterstanden hochgerichtlich und niedergerichtlich dem kurfürstlich-baierischen Pflegamt Hilpoltstein. Grundherren der Höfe waren nunmehr das Kastenamt Hilpoltstein und das Rentamt Hilpoltstein.
Im neuen Königreich Bayern (1806) wurde der Steuerdistrikt Mörsdorf im Landgericht und Rentamt Hilpoltstein im späteren Mittelfranken gebildet, dem die Einöde Schöllnhof angehörte. Mit dem Gemeindeedikt von 1818 wurde die Ruralgemeinde Michelbach gebildet, der das Dorf Michelbach und die drei Einöden Rothenhof, Rumleshof und Schöllnhof zugeteilt waren. Alle vier Ansiedelungen gehörten zur Pfarrei Meckenhausen; am 23. Oktober 1872 wurden jedoch Rothenhof und Schöllnhof nach Freystadt umgepfarrt, wohin die Kinder auch zur Schule gingen. 1875 hatten die Bauern von Schöllnhof sieben Pferde und 36 Stück Rindvieh; in der Gemeinde Michelbach gab es nach offizieller Zählung zu dieser Zeit 21 Pferde, 260 Stück Rindvieh, 60 Schafe, 121 Schweine und drei Ziegen. Standen 1900 noch zwei Wohngebäude in Schöllnhof, so waren es 1950 drei Wohngebäude.
Mit der Gebietsreform in Bayern wurde die Gemeinde Michelbach aus dem mittelfränkischen Landkreis Hilpoltstein ausgegliedert und zum 1. Juli 1972 in die Stadt Freystadt im Landkreis Neumarkt in der Oberpfalz eingemeindet. Seitdem ist Schöllnhof ein Gemeindeteil von Freystadt.

### Einwohnerentwicklung
- 1837: 15 (2 Anwesen)[5]
- 1871: 17 (5 Gebäude)[7]
- 1900: 16 (2 Wohngebäude)[9]
- 1938: 16 (Katholiken)[10]
- 1950: 32 (3 Anwesen)[5]
- 1961: 16 (3 Wohngebäude)[11]
- 1970: 15[5][12]
- 31. Dezember 2016: 4[13]

### Baudenkmal
Als solches gilt das Bauernhaus Haus Nr. 1, ein Wohnstallbau aus dem 18./19. Jahrhundert.

## Verkehrsanbindung
Schöllnhof liegt an der Staatsstraße 2220, die von Freystadt her über Schöllnhof und Braunshof nach Mörsdorf führt und dort die Kreisstraße NM 40 kreuzt.